# William Jordan (veslač)
William Conrad Jordan, ameriški veslač, * 25. junij 1898, † 13. julij 1968.
Jordan je za ZDA nastopil na Poletnih olimpijskih igrah 1920 v Antwerpnu, kjer je v osmercu osvojil zlato medaljo.